# Rudolf Kompfner
Rudolf Kompfner (né le 16 mai 1909 à Vienne et mort le 3 décembre 1977 à Stanford) est l'inventeur du tube à ondes progressives. Il a reçu la médaille d'honneur de l'IEEE en 1973 et la National Medal of Science en 1974.